# 1846년 미국 하원의원 선거
1846년 미국 하원의원 선거는 1846년 미국에서 치러진 하원의원 선거로, 멕시코 전쟁으로 인해 동부에서 민주당이 지지를 잃으며 소수당으로 전락, 여소야대 정국이 탄생한다.
당선자 중엔 에이브러햄 링컨이 휘그당으로 당선되었다

## 선거 결과
| 정당   | 의석수 |
| ------ | ------ |
| 휘그당 | 116석  |
| 민주당 | 110석  |
| 미국당 | 1석    |
| 무소속 | 3석    |
| 합계   | 230석  |